# ノンサッチ (アルバム)
『ノンサッチ』 (原題: Nonsuch)は、1992年に ヴァージン・レーベル からリリースされたXTCの10枚目のアルバム。プロデューサーにはエルトン・ジョンなどで知られる大御所ガス・ダッジョンが起用された。フェアポート・コンヴェンションのデイヴ・マタックスの参加はガスとの関係による。レコーディングは1991年7月から10月にオックスフォードシャーの Chipping Norton Recording Studiosで行われた。
メロディは前作にも増してポップだが、社会批判的な歌詞が多く、本作で長い活動休止に入る。ジャケットは、今は存在しないノンサッチ宮殿のイラスト。タイトルは「無敵」の意味。
収録曲数の17曲は、オリジナルアルバムの中では最多であった。初回プレスのCDはクリヤケースに建物が印刷され、中のインナージャケットに「XTC」「NONSVCH.」が印刷された。ヴァージンレコードから最後にリリースされたアルバムとなった。
このアルバムから「デモトラックス」と言う5曲入のミニアルバムが派生した。ジャケットは、図面の青焼きにしたデザインで、発売された国により若干収録曲が異なり、コレクター泣かせとなった。

## 収録曲
| #   | タイトル                            | 作詞・作曲     | 時間 |
| --- | ----------------------------------- | -------------- | ---- |
| 1.  | 「The Ballad of Peter Pumpkinhead」 | Andy Partridge | 5:02 |
| 2.  | 「My Bird Performs」                | Colin Moulding | 3:51 |
| 3.  | 「Dear Madam Barnum」               | Andy Partridge | 2:48 |
| 4.  | 「Humble Daisy」                    | Andy Partridge | 3:36 |
| 5.  | 「The Smartest Monkeys」            | Colin Moulding | 4:18 |
| 6.  | 「The Disappointed」                | Andy Partridge | 3:23 |
| 7.  | 「Holly Up on Poppy」               | Andy Partridge | 3:04 |
| 8.  | 「Crocodile」                       | Andy Partridge | 3:56 |
| 9.  | 「Rook」                            | Andy Partridge | 3:47 |
| 10. | 「Omnibus」                         | Andy Partridge | 3:20 |
| 11. | 「That Wave」                       | Andy Partridge | 3:34 |
| 12. | 「Then She Appeared」               | Andy Partridge | 3:51 |
| 13. | 「War Dance」                       | Colin Moulding | 3:22 |
| 14. | 「Wrapped in Grey」                 | Andy Partridge | 3:46 |
| 15. | 「The Ugly Underneath」             | Andy Partridge | 3:50 |
| 16. | 「Bungalow」                        | Colin Moulding | 2:49 |
| 17. | 「Books Are Burning」               | Andy Partridge | 4:52 |

## レコーディング・メンバー

### XTC
- アンディ・パートリッジ (Andy Partridge) - ボーカル、ギター、ハーモニカ、タンバリン、パーカッション、シェイカー、シンセサイザー、ベル・ツリー
- コリン・モールディング (Colin Moulding) - ボーカル、ベース、ギター
- デイヴ・グレゴリー (Dave Gregory) - ギター、キーボード、バック・ボーカル

### 参加ミュージシャン
- デイヴ・マタックス (Dave Mattacks) - ドラム、タンバリン、サンプリング、シェイカー、パーカッション
- ガス・ダッジョン (Gus Dudgeon) - 「ringmaster」、タンバリン、パーカッション、コーラス
- ガイ・バーカー (Guy Barker) - フリューゲルホルン、トランペット
- フローレンス・ラヴグルーヴ (Florence Lovegrove) - ヴィオラ
- ローズ・ハル (Rose Hull) - チェロ
- スチュワート・ゴードン (Stuart Gordon) - ヴァイオリン
- ジーナ・グリフィン (Gina Griffin) - ヴァイオリン
- ネヴィル・ファーマー (Neville Farmer) - コーラス

### スタッフ
- ガス・ダッジョン (Gus Dudgeon) - プロデュース
- バリー・ハモンド (Barry Hammond) - エンジニア
- ニック・デイヴィス (Nick Davis) - ミキシング